# São Raimundo Nonato (kommun)
São Raimundo Nonato är en kommun i Brasilien.   Den ligger i delstaten Piauí, i den östra delen av landet, 900 km nordost om huvudstaden Brasília. Antalet invånare är 32 347.
Följande samhällen finns i São Raimundo Nonato:
- São Raimundo Nonato

Omgivningarna runt São Raimundo Nonato är huvudsakligen savann. Runt São Raimundo Nonato är det mycket glesbefolkat, med 6 invånare per kvadratkilometer.